# 甘迺迪特種作戰訓練中心
約翰·甘迺迪特種作戰訓練中心（英語：John F. Kennedy Special Warfare Center and School，SWCS）是美國陸軍負責特種部隊、心理、民政等非傳統作戰的訓練單位。以美國總統約翰·甘迺迪命名。

## 歷史
1950年，美國陸軍指揮參謀學院在堪薩斯州賴利堡建立了心理戰部門，這是一個同時具有教育和作戰功能的單位，1952年4月遷至布拉格堡。1962年，成立了特種部隊訓練小組，為士兵進行滲透訓練。1969年，更名為美國陸軍軍事援助研究所（U.S. Army Institute for Military Assistance）。
1972年4月1日，美國陸軍民政學校（U.S. Army Civil Affairs School）遷至布拉格堡，被納入美國陸軍軍事援助研究所旗下。1973年，美國陸軍軍事援助研究所成為美國陸軍訓練與準則司令部的一部分。
1982年，以約翰·甘迺迪特種作戰中心（John F. Kennedy Special Warfare Center）為名，成為美國陸軍訓練與準則司令部內部的獨立單位。1985年，美國陸軍甘迺迪特種作戰中心改組為美國陸軍約翰·甘迺迪特種作戰訓練中心。
1990年，甘迺迪特種作戰訓練中心移交給美國陸軍特種作戰司令部。